# كعيبة
كعيبة قرية سوريّة تتبع إداريّاً لمحافظة حلب منطقة أعزاز ناحية أخترين، بلغ تعداد سكانها 572 نسمة حسب التعداد السكاني لعام 2004. سكان كعيبة اعتادو ان يتحدثو التركمانية والكردية ايضا.